# Insviller
Insviller – miejscowość i gmina we Francji, w regionie Grand Est, w departamencie Mozela.
Według danych na rok 1990 gminę zamieszkiwało 197 osób, a gęstość zaludnienia wynosiła 24 osoby/km² (wśród 2335 gmin Lotaryngii Insviller plasuje się na 848. miejscu pod względem liczby ludności, natomiast pod względem powierzchni na miejscu 731.).